# Namysłów (stacja kolejowa)
Namysłów – stacja kolejowa w Namysłowie, w województwie opolskim, w Polsce.
W czasie II wojny światowej na stacji funkcjonowała zakonspirowana komórka AK pod dowództwem Alfonsa Parzonki. 3 marca 1945 r. do Namysłowa przybyli z Kluczborka pierwsi polscy kolejarze, którzy w następnych miesiącach zaczęli uruchamiać urządzenia stacyjne. Na początku lat 90. była to stacja przesiadkowa, a z nieistniejącego peronu 3 odchodziły pociągi do Opola przez Jełowę. Niszczejący i zabytkowy budynek stacyjny, według umowy między PKP Oddział Gospodarowania Nieruchomościami we Wrocławiu i burmistrzem, został przekazany miastu na początku roku 2007.
Istniejące jeszcze w połowie lat 90. przejście podziemne zasypano i zastąpiono kładką, która dodatkowo umożliwiła bezpieczne wyjście ze stacji w kierunku ulicy Reymonta. Dodatkowo, na początku roku 2007 zostały zainstalowane kamery obejmujące niemal cały teren stacyjny.
W latach 2010–2012 przeprowadzono gruntowny remont dworca. Prace remontowe były prowadzone pod ścisłym nadzorem służb konserwatorskich. Koszt inwestycji wyniósł prawie 5 mln zł. Uroczyste otwarcie wyremontowanego dworca kolejowo-autobusowego miało miejsce 23 czerwca 2012 roku.

## Ruch pasażerski
W roku 2018 stacja obsługiwała ok. 1000 pasażerów na dobę. W roku 2022 dobowa wymiana pasażerska na stacji wynosiła również 1000 pasażerów.